# Zásuvka (elektrotechnika)

Zásuvka síťová, jednofázová. Poloha zdířek a kolíku. Takzvaný francouzský model, používaný také v Česku

Zásuvka je elektrotechnická součástka, která slouží pro připojení elektrických spotřebičů k elektrorozvodné síti. Zásuvka tvoří nejčastěji nepohyblivou část zásuvkového propojení, připevněnou ke stěně budovy, rozváděči nebo stroji. Může být ale i pohyblivou součástí prodlužovačky nebo volné rozbočky (rozdvojky apod.). Do ní se zastrkuje vidlice (proto také zástrčka). Vidlice je součástí pohyblivého přívodu (kabelu) k jinému elektrickému zařízení, nebo je přímo částí tohoto zařízení (zásuvkový adaptér). Obdobné spojení datových, telekomunikačních, obecně slaboproudých rozvodů, případně kombinace silových a slaboproudých rozvodů se jmenuje konektorové spojení.

## Síťové zásuvky

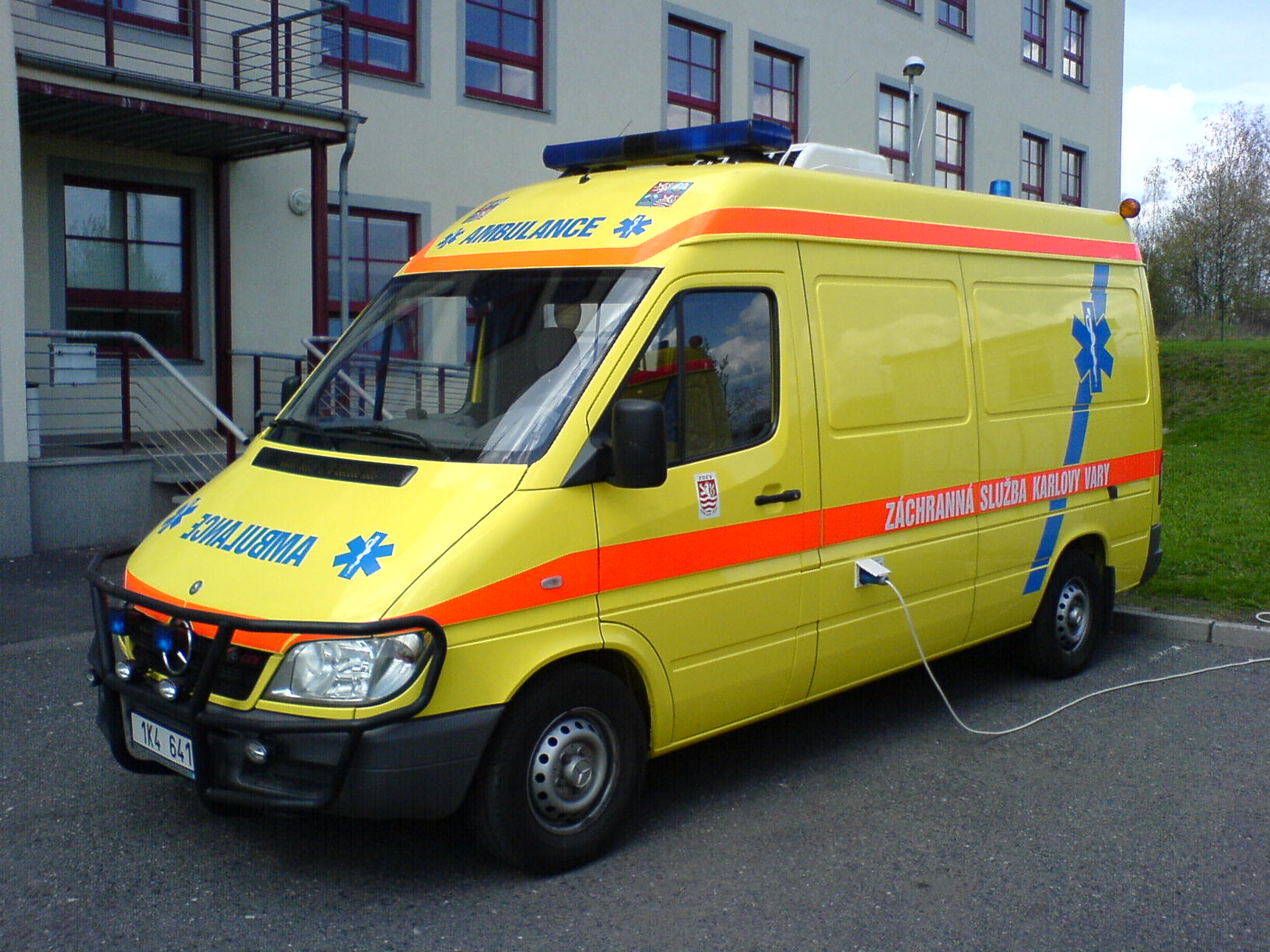
Sanitka si dobíjí akumulátory z rozvodné sítě přes prodlužovací kabel a přívodku

Síťová zásuvka je konstruována pro opakované spojování a rozpojování bez použití nástrojů. Svou konstrukcí umožňuje manipulaci i naprostým laikům bez elektrotechnické kvalifikace. Toho se dosahuje důsledným dodržováním principu použití obnažených kontaktů (kolíků) na straně spotřebiče a maximálně skrytých kontaktů (dutinek) na straně zdroje energie. Na straně zdroje zůstává odkrytý pouze zemnící kontakt, upravený tak, aby byl první, který se spojí, a poslední, který se rozpojí. Aby se umožnilo používání prodlužovacích přívodů, musely být vyvinuty k zásuvce a vidlici ještě dva další přístroje:
- Spojka (také pohyblivá zásuvka) je přístroj montovaný na prodlužovací kabel, který má stejné provedení jako zásuvka, je kompaktní, odolný a lze do něj zasunout vidlici.
- Přívodka (také pevná vidlice) je přístroj zabudovaný napevno do stěny většího spotřebiče, připojovaného prodlužovací šňůrou, jako je počítač nebo vozidlo – obytný přívěs, obytný kontejner, sanitka. Má kolíky jako vidlice a jde na něj nasunout spojka (pohyblivá zásuvka) na konci prodlužovacího přívodu.

Zásuvky mohou být jednofázové i vícefázové (typicky třífázové). Podléhají standardům, tyto standardy bývají v různých částech světa odlišné. V Česku je normalizované napětí 230/400 V, 50 Hz.  Ale nebylo tomu tak vždy. Ještě kolem roku 2010 existovaly v Praze domy se zastaralou energetickou sítí o napětí 120 voltů. Ve 20. letech 20. století započalo v Evropě sjednocování, ale k úplnému vyrovnání hladin napětí nedošlo dodnes. V mnoha zemích, například v celé Severní Americe, Japonsku a na Filipínách proudí elektřina na nižší hladině napětí (120 V) než v Evropě (230 V).

## Zásuvky pro nízké napětí

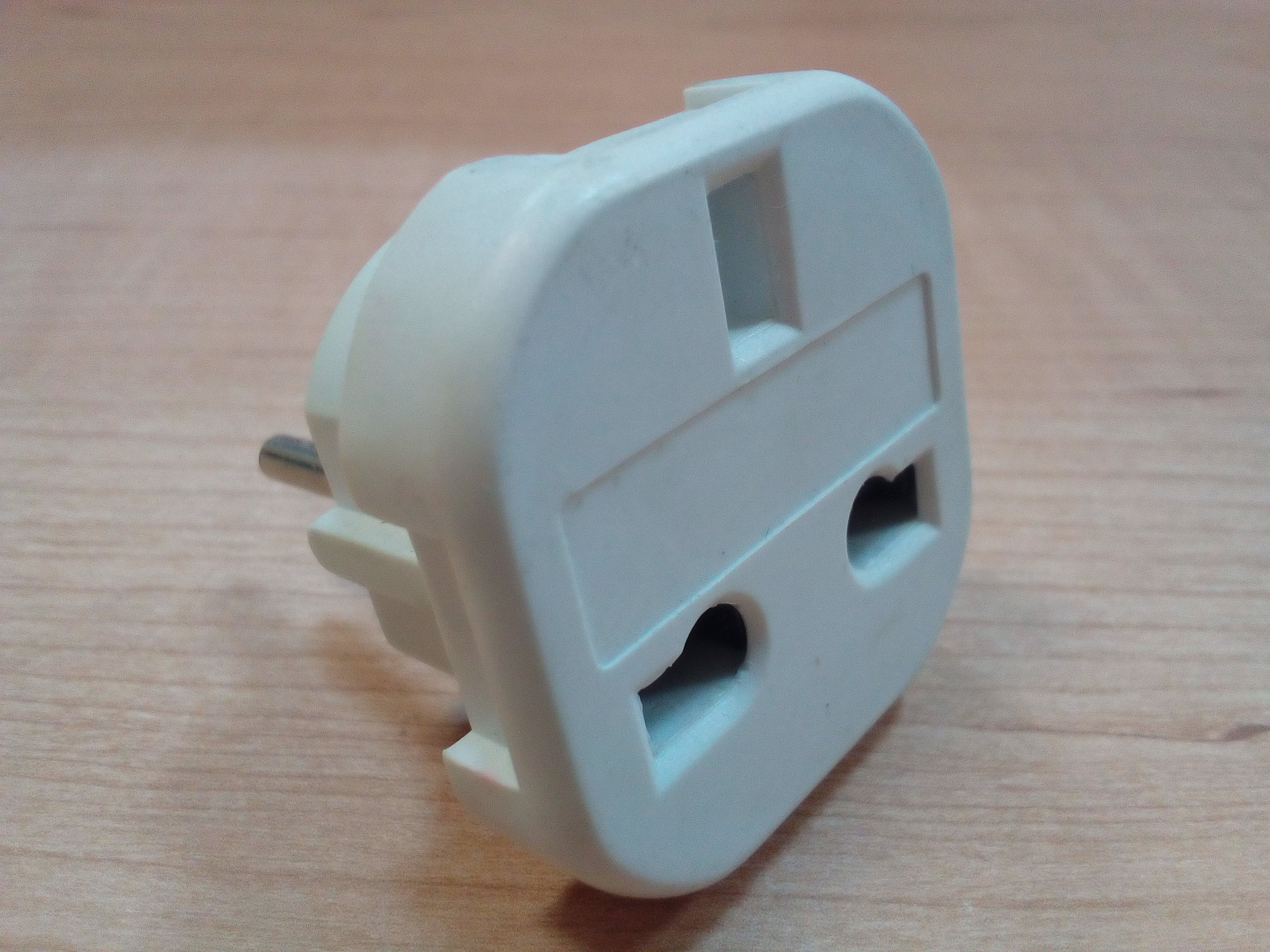
Příklad cestovní redukce

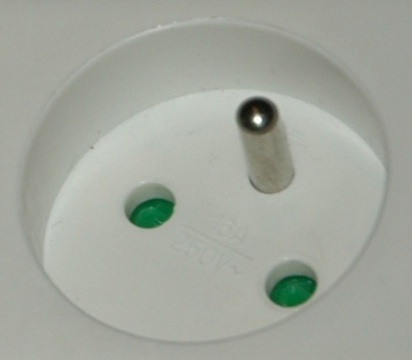
Zásuvka standardu užívaného zejména ve Francii a v Česku (typ E)

Světové rozšíření norem jednofázového zásuvkového spoje

Napětí v elektrických rozvodech nízkého napětí se dle místních norem liší, takže někde je to 90 V, jinde 250 V, ale v naprosté většině zemí je buďto cca 230 V nebo cca 115 V, (kmitočet buďto 50 Hz nebo až 60 Hz) u jednofázových a od 200 V až 400 V u třífázových rozvodů.
Z toho vyplývá nutnost užívat redukce nebo převodní transformátory, pokud chceme elektrické spotřebiče používat mimo oblast, pro kterou byly vyrobeny. U spotřební elektroniky vybavené odděleným síťovým adaptérem je jednodušší opatřit si nový adaptér. Například přístroje určené pro USA a Evropu často pocházející ze stejné asijské montovny se liší právě jen přiloženým síťovým adaptérem.

### Jednofázové české a slovenské
Jednofázové zásuvky pro střídavé napětí 230 V (podle jednotlivých národních norem 220–250 V) jsou zpravidla se 3 válcovými kontakty. Zásuvky se 3 kontakty mohou být připojeny přes proudový chránič, který snižuje nebezpečí úrazu elektrickým proudem. Od roku 2009 jsou povinně vybaveny proudovým chráničem všechny v Česku nově zřizované nebo rekonstruované zásuvkové obvody.
Popis zapojení zásuvky užívané v Česku a na Slovensku: Od roku 1933 je oficiálně zaveden francouzský typ zásuvky (typ E). Při čelním pohledu na zásuvku platí, že zemnící kolík (připojen žlutozeleným vodičem) je nahoře. Potom levá dutinka je spojena s fázovým vodičem[rozpor] (připojen hnědým nebo černým vodičem) s napětím a pravá dutinka je spojena s pracovním nulovým vodičem[rozpor] (připojen světle modrým vodičem). Tato orientace i barvy vodičů jsou předepsány ČSN a jsou povinné. V poslední době lze v Česku najít i rozvody se zásuvkami německého typu (Schuko, typ F). Je to zejména v sídlech zahraničních firem nebo v obytných budovách trvale žijících cizinců. Takové rozvody však neodpovídají ČSN a je nutno je posuzovat individuálně, a to podle norem DIN. I zde platí, že pevně instalovaná zásuvka typu F musí mít fázový vodič v levé dutince[rozpor], nulový vodič v pravé dutince[rozpor] a ochranný vodič je vyveden na pružné ochranné kontakty (DIN toto rovněž striktně předepisují[rozpor]). Při použití univerzálních vidlic Unischuko je použití zásuvky typu E a F rovnocenné a zcela bezpečné[rozpor]. Barvy vodičů jsou v ČSN i DIN shodné.
Dostupné jsou i zásuvky se zvýšenou mírou bezpečnosti:
- Dětská pojistka je plastová clonka uchycená na krytu zásuvky, která umožní zasunout pouze vidlici, tj. oba kolíky naráz. Zasunutí jednoho kolíku (šroubovák, hřebík) je tak mechanicky zablokováno.
- Nezáměnná zásuvka má plastovou clonku na krytu, kterou je možné odsunout jedině zvláštně tvarovaným trnem, dodatečně nalepeným na vidlici oprávněného přístroje. Používá se u rozvodů pro výpočetní techniku, zálohovaných UPS, aby se zabránilo připojení nežádoucích přístrojů (např.rychlovarná konvice), které by UPS přetížily.
- S vestavěným proudovým chráničem – proudový chránič může být umístěn přímo v zásuvce.
- S přepěťovou ochranou – nejjemnější 3. stupeň přepěťové ochrany je až v zásuvce. Ta je vybavena signalizací poruchy: optickou LED nebo akustickou u zásuvek montovaných do podlahových krabic.
- Se zvýšeným krytím – zásuvky pro použití ve vlhkém nebo venkovním prostředí. Stupeň krytí je od IP44 pro vlhké prostory, jako jsou sklepy, až po IP65 pro umístění mimo budovu. Zásuvky mají vždy odklopné víčko. Jednotlivé konstrukční díly jsou utěsněny elastickým těsněním. Většina těchto zásuvek je v provedení na povrch – jsou k nosné konstrukci pouze připevněné, nejsou do ní zapuštěné.

Dnes je běžné kombinovat síťové zásuvky ve společných vícenásobných rámečcích s dalšími instalačními přístroji. Nejčastěji s datovými, telefonními nebo anténními zásuvkami.

### Jednofázové zásuvky v Evropě
Kontinentální Evropa

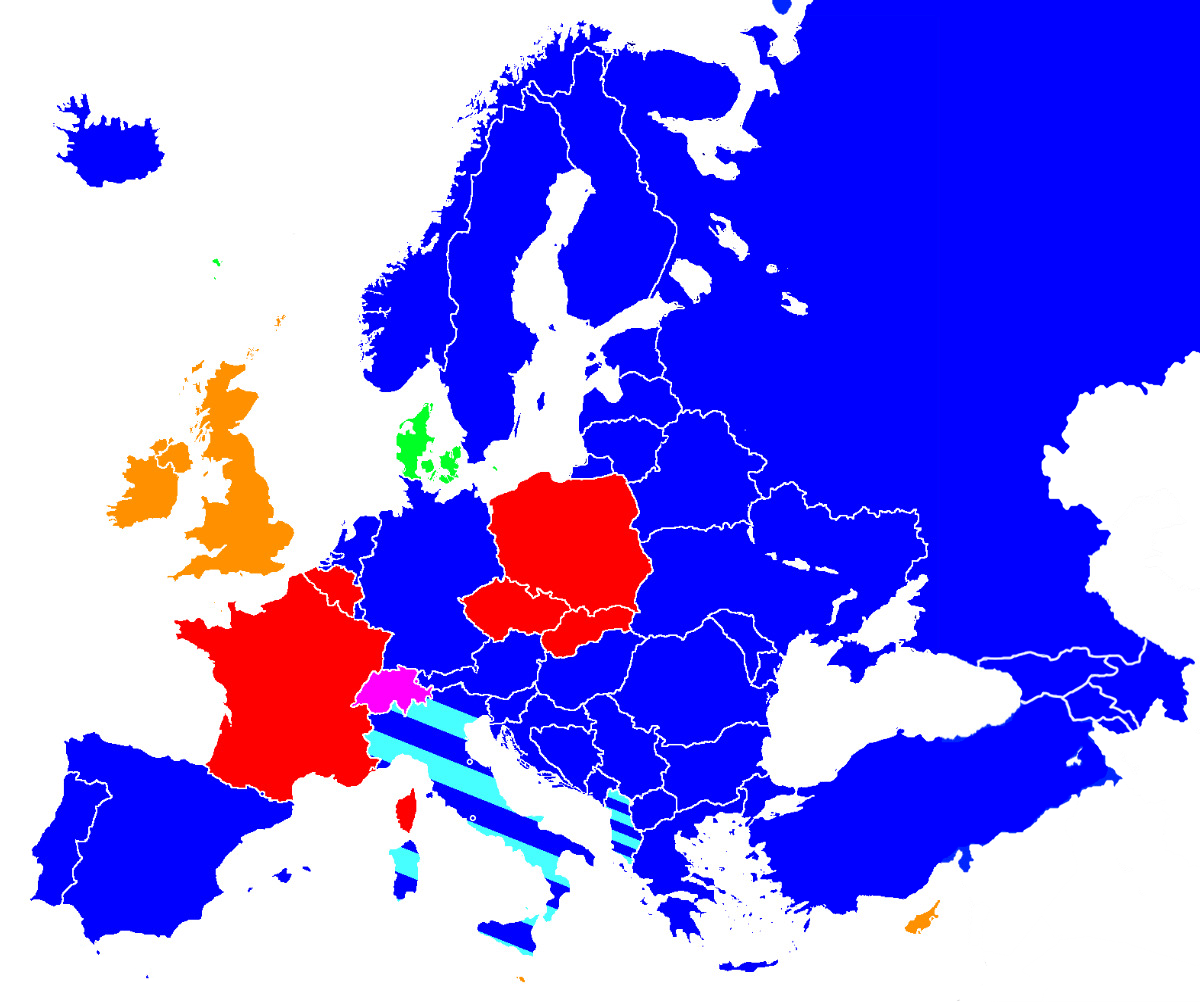
Evropské rozšíření norem jednofázového zásuvkového spoje
Schuko (Typ F, vidlice CEE 7/4)
francouzská (Typ E, vidlice CEE 7/6 a CEE 7/7)
britská BS 1363 (Typ G)
švýcarská SEV 1011 (Typ J)
dánská 107-2-D1 (Typ K)
italská CEI 23-50 (Typ L)

V kontinentální Evropě (tj. mimo Britských ostrovů) se používají převážně dvě nepříliš odlišné verze se shodnou dvojicí válcových kolíků na vidlici (zástrčce).
- typ F, německá zásuvka, zvaná též Schuko, s pružinovými kontakty na kraji zásuvky a vidlice podle normy CEE 7/4.
- typ E, francouzská zásuvka, se zemnícím kolíkem na zásuvce, zavedená kromě Francie a Belgie také v Česku, na Slovensku a v Polsku, podle CEE 7/5

Tendencí je, aby vidlice (podle CEE 7/7) byly plně funkční v obou těchto typech zásuvek, tedy aby byly vybaveny jak kolíkovou zdířkou, tak vodivými ploškami pro pružné kontakty. V této vidlici jsou navíc postranní výlisky dle německých norem – vidlice není zcela kulatá. Elektrické spotřebiče s jednofázovým napájením, prodávané v Česku, jsou tak opatřeny vidlicemi, které umožňují jejich bezpečné používání ve většině zemí Evropy. Říká se jim Unischuko. 
Málo rozšířené typy zásuvek v Evropě jsou:
- švýcarská – norma SEV 1011 definuje několik typů zásuvek a vidlic, kde typy 1x jsou určené pro odběry do 10A, typy 2x jsou pro odběry do 16A. Zásuvky do 16A mají hranaté zdířky, ale umožňují připojení i vidlic s kulatými kolíky (do 10A). Švýcarský systém má poměrně komplikovanou hierarchii, kde vidlice pro nižší odběry se dají připojit do zásuvek pro vyšší odběry. Unikátní je zejména třífázová zásuvka typ 15, která umožňuje i připojení jednofázové vidlice (typ 12 a eurozástrčku).
- dánská – podobná francouzskému typu, ale na rozdíl od něj je zemnící kolík na vidlici (zásuvka má zemnící zdířku). Zásuvky s ochranou proti přepětí pro počítače mají půlkulatou zemnící zdířku namísto kulaté. Od roku 2008 je povolena instalace francouzského typu E, protože z trhu vymizely spotřebiče s dánskou vidlicí. Od roku 2011 je povolena instalace „Schuko“ zásuvek. Zasunutí vidlic unischuko do staré dánské zásuvky je technicky možné, nicméně je to velice nebezpečné, protože není spojení ochranného vodiče se zásuvkou. V tomto případě je z bezpečnostních důvodů nutno použít adaptér, který bezpečné propojení ochranného vodiče zajistí. V současnosti jsou proto v Dánsku celkem tři zásuvkové systémy.
- italská – zásuvky a vidice, definované CEI 23–50, mají tři kolíky v řadě přičemž se dají zapojit v libovolné pozici. Zásuvky do 10A jsou menší a umožňují připojení eurozástrčky. V moderních instalacích se běžně používají zásuvky, do kterých se dá připojit vidlice různých standardů (typicky 10A i 16A typ L + Schuko a Unischuko, typ F). Této zásuvce se podle původního výrobce říká Vimar, slangově pak „obojživelník“.

Britské ostrovy, Irsko, Kypr, Malta a Gibraltar
Zapojení zásuvek v těchto zemích se řídí dle British standard BS 1363 a užívají obdélníkové kontakty pro napětí 230 V. Každá zásuvka britského typu je opatřena kolébkovým vypínačem. Podle zvyklostí v zemích Commonwealthu je zapnutá poloha vypínače „dolů“, což může být pro cizince problémem, protože v převážné většině zemí světa se kolébky vypínačů zapínají „nahoru“. Rovněž je slušné po vytažení vidlice zásuvku tímto vypínačem vypnout. Prakticky všechny britské zásuvky jsou navíc opatřeny clonkami – dětskou pojistkou. Pro připojení jakékoli evropské vidlice je nutný příslušný adaptér. Pokus zasunout jakoukoli jinou evropskou vidlici bez adaptéru může skončit mechanickým poškozením zásuvky i vidlice, požárem nebo úrazem elektrickým proudem. Adaptéry se dají běžně pořídit kdekoli v Evropě, případně bývají pro ubytované turisty k zapůjčení v některých hotelích.

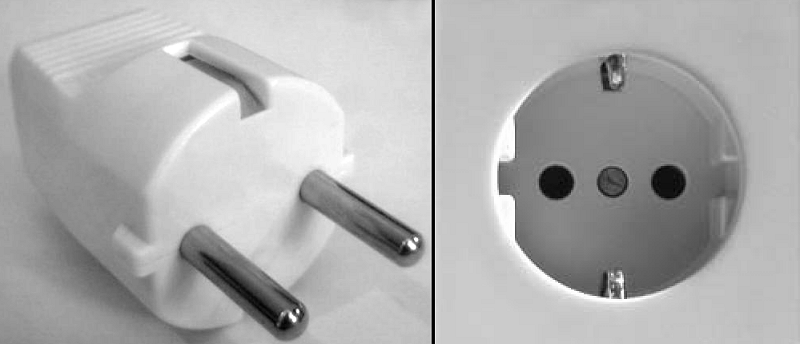
Zásuvka a původní vidlice normy schuko (typ F), německý typ
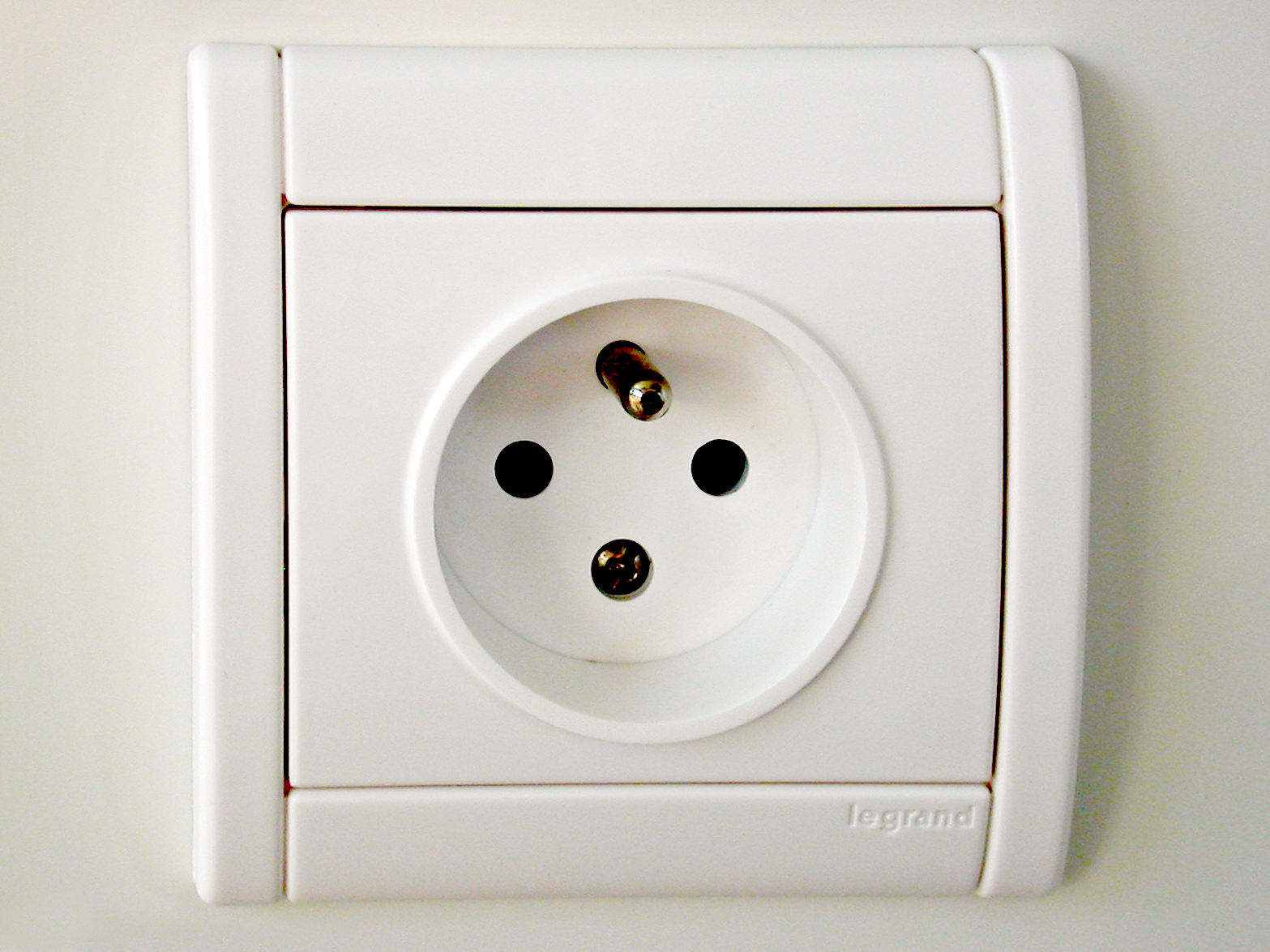
Zásuvka podle normy CEE 7/5 (typ E), francouzský typ
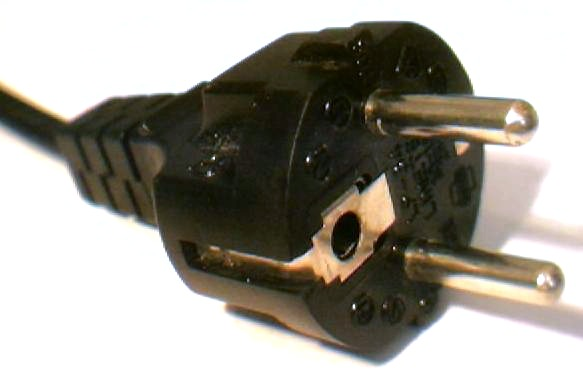
vidlice podle CEE 7/7 (kombinuje typy E a F), unischuko. Nejrozšířenější typ vidlic v Evropě.
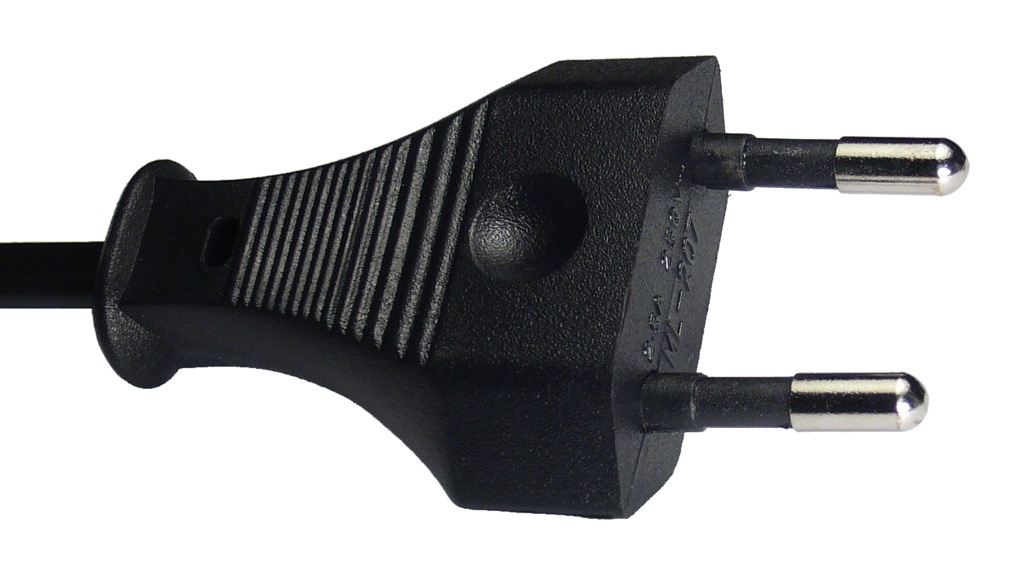
vidlice podle CEE 7/16, tzv. „eurozástrčka“ (typ C). Nejrozšířenější typ na světě.
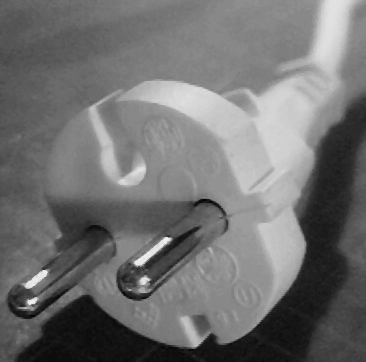
CEE 7/17 vidlice bez ochranného (zemnícího) kontaktu s tvarem zamezujícím záměně vodičů možno užít jak do zásuvky německého, tak i francouzského typu (unischuko). Existují pouze v zalitém, nerozebíratelném provedení.
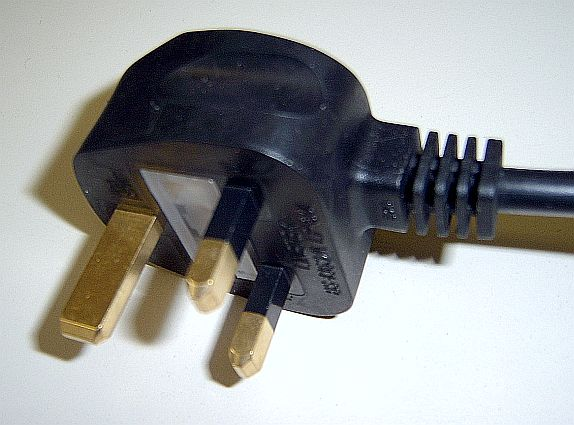
britská vidlice podle BS 1363 (typ G)
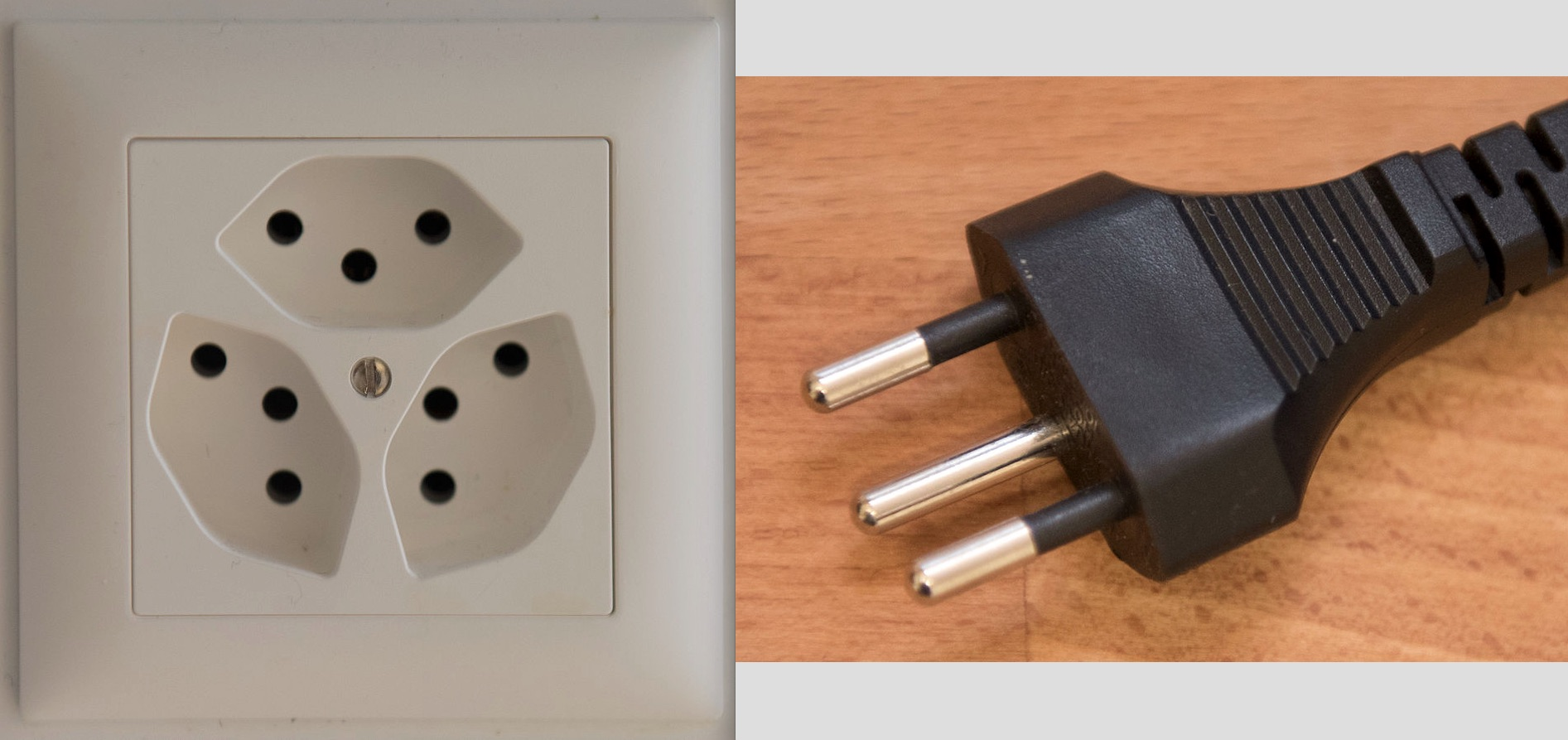
švýcarská vidlice (typ 12) a trojzásuvka (typ 13) podle SEV 1011:2009 (Typ J)
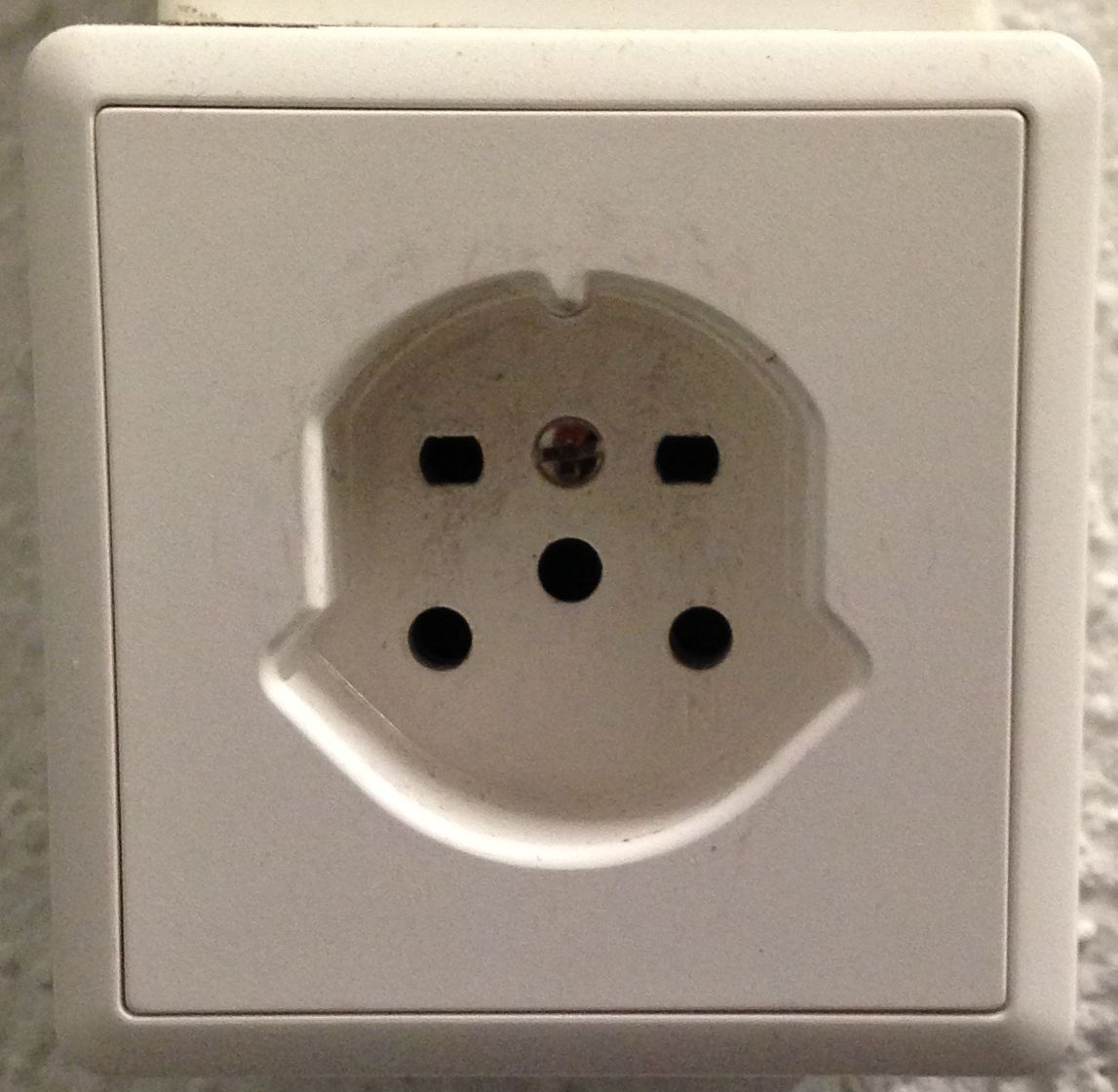
švýcarská třífázová zásuvka typ 15
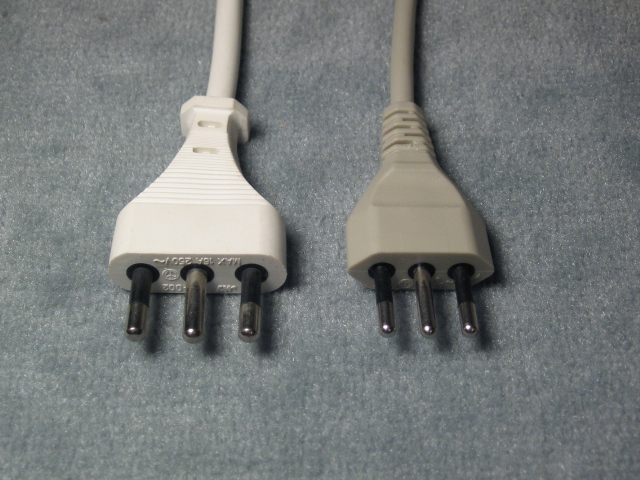
italské vidlice pro 16A, resp. 10A odběry (typ L)
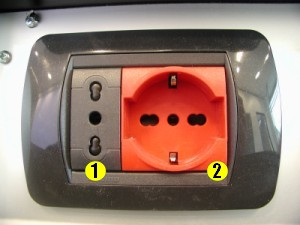
italská kombinovaná zásuvka (typy L + typ F)

### Jednofázové zásuvky v zámoří
Zásuvky se 2 plochými kontakty (typ A) se vyskytují hlavně v zemích, kde se používá napětí kolem 110 V (Severní Amerika, část Jižní Ameriky, Japonsko, Čína) podle normy severoamerické normalizační organizace NEMA. Tyto dva ploché kolíky mohou být doplněny uzemněným válcovým kolíkem na vidlici – typ B.
Zapojení zásuvek v Izraeli dle Israel SI32 standard a jsou od roku 1989 postupně uzpůsobovány jak pro ploché kolíky, tak pro válcové.
I v tomto případě je adaptér na evropské vidlice bezpodmínečně nutný. Použít lze pouze takové spotřebiče, které jsou od výrobce na napájení 110 V přizpůsobeny. Samotný adaptér řeší pouze mechanické provedení zásuvky a napětí nemění.

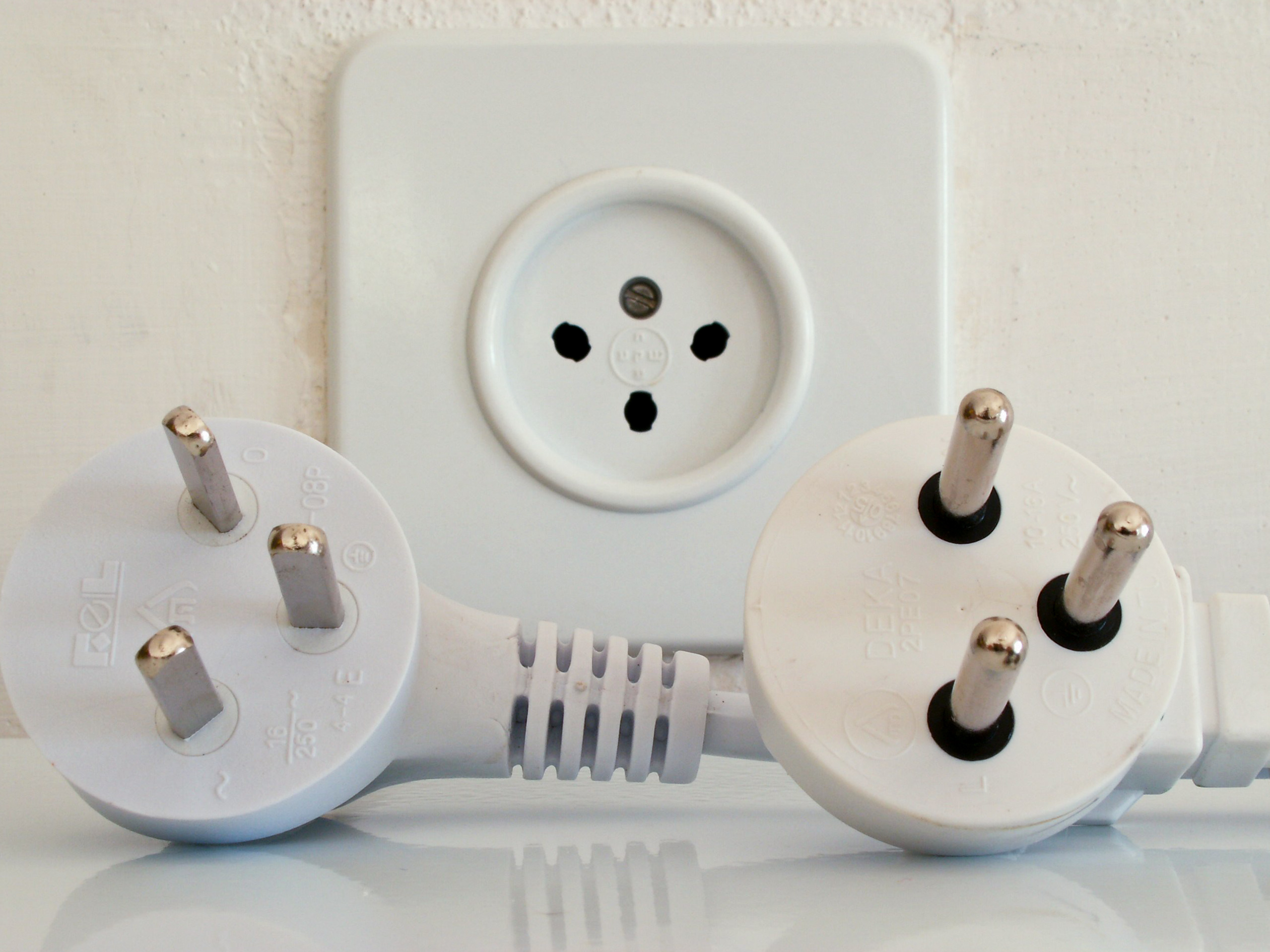
Dva typy v Izraeli. Nalevo starý typ vidlice, napravo po úpravě normy v 1989; zásuvka univerzální pro oba tvary kolíků
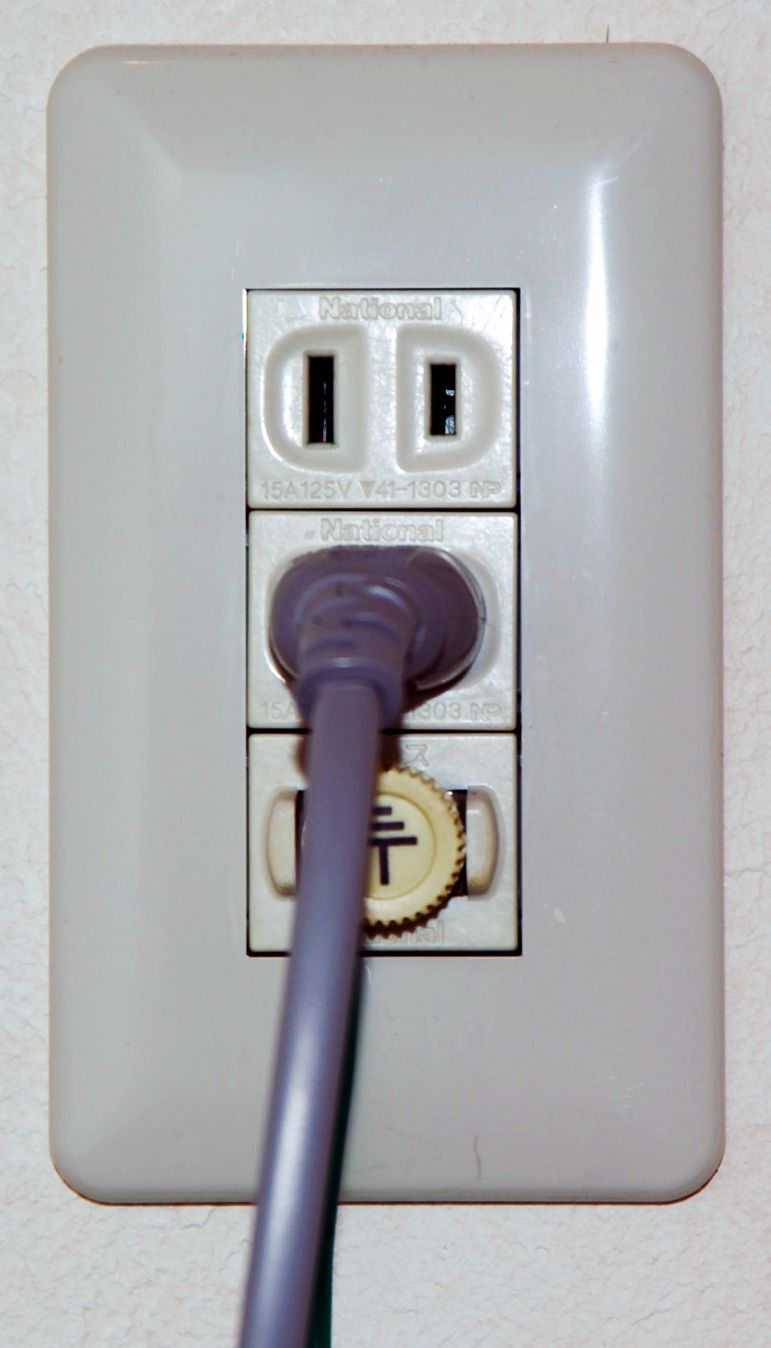
Japonská zásuvka. Ochranný vodič se připojuje zvlášť speciálně vyvedeným vodičem na vidlici, který se připojí ručně na zemnící kontakt v dolní části zásuvky. Řešení je náročné na zručnost obsluhy a mnohdy se na připojení zemnícího vodiče zapomene, což může být nebezpečné, zvláště v koupelnách a kuchyních.
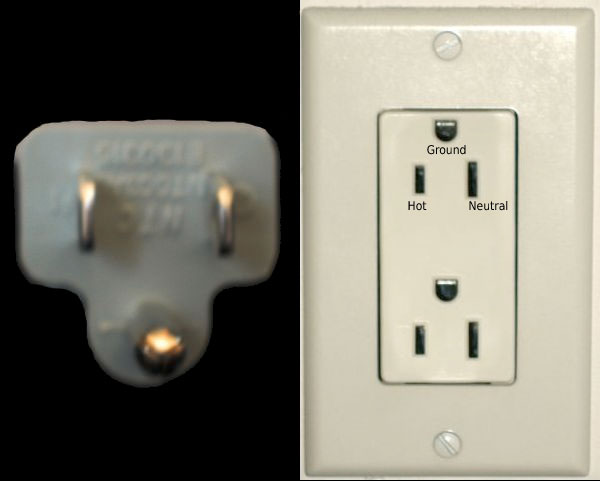
Užívána v USA (typ B)
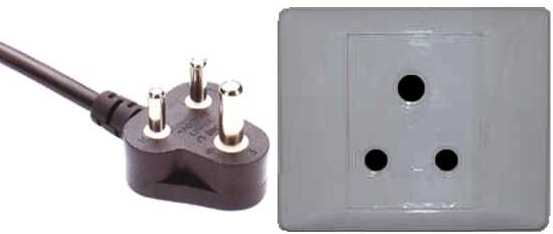
Vidlice užívaná v JAR

### Vícefázové

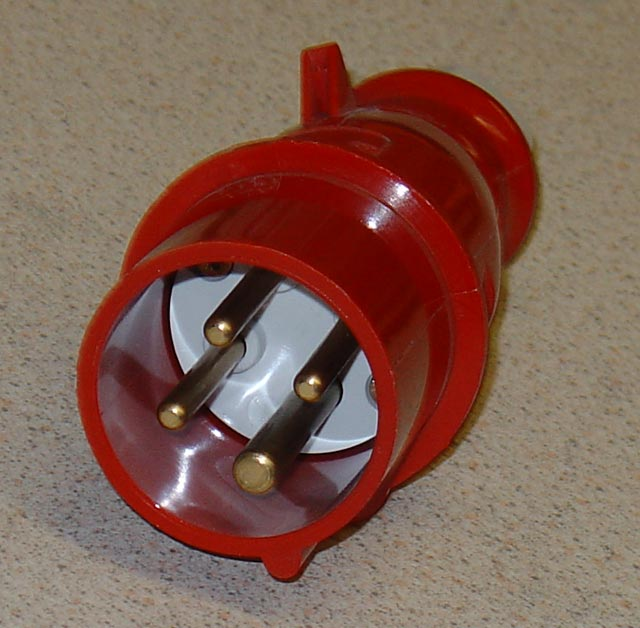
Motorová třífázová vidlice 400 V CEE se zemnícím kolíkem (kolík většího průměru)

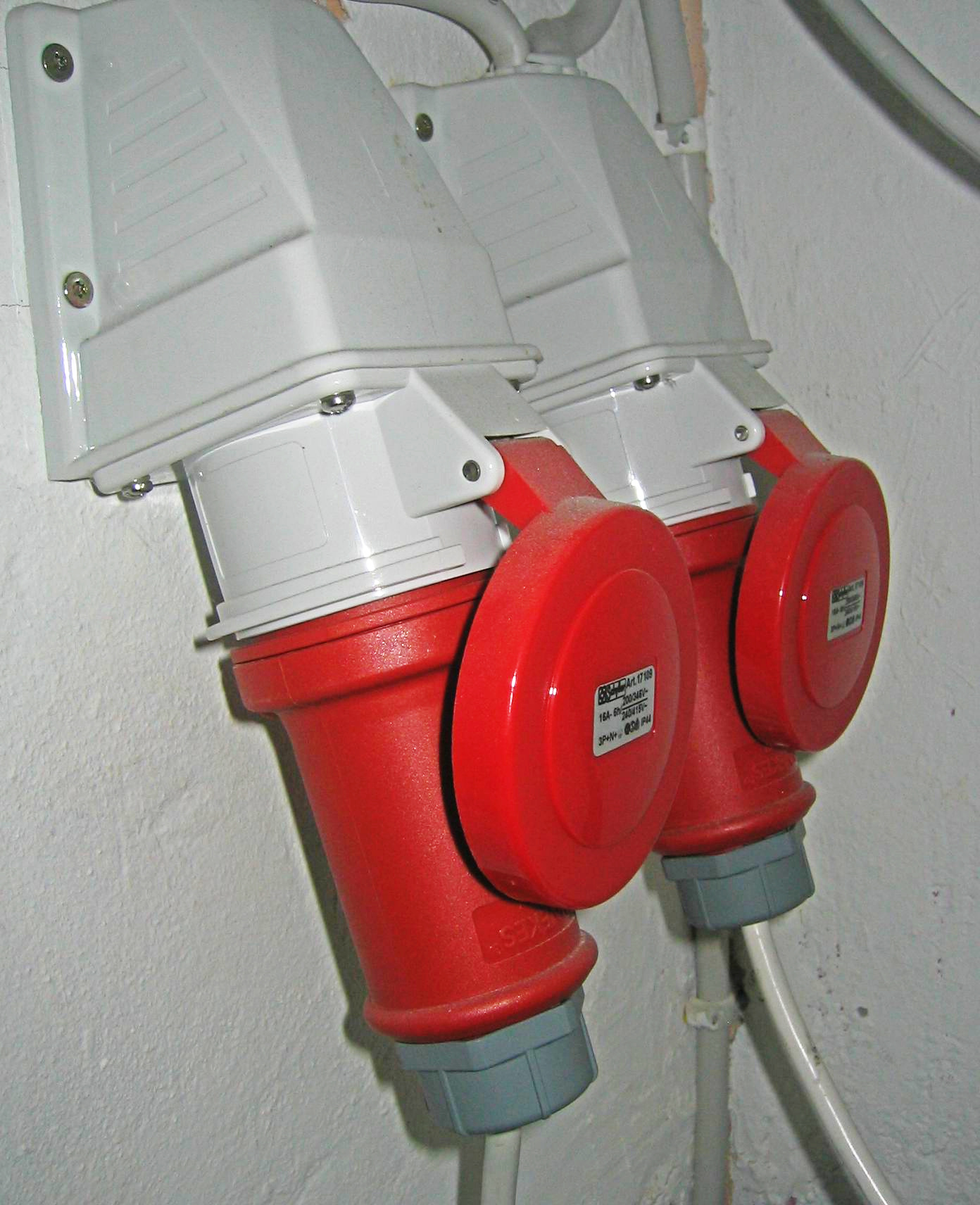
Dvě zásuvky 400 V se zasunutými vidlicemi

V Česku třífázové zásuvky zajišťují také dodržení sledu fází pro správný chod elektromotorů. Přesto existují třífázové vidlice, které umožňují jednoduchou úpravou zaměnit polohu dvou kolíků a tak obrátit sled fází. Pro různá proudová zatížení se odlišují i velikostí. Obvyklé velikosti jsou 16 A, 32 A, 63 A, 125 A. Čtyřkolíkové provedení (3 fáze + vodič PE) je určeno pro připojení elektromotorů, kde se pro práci ani ovládání zařízení nevyužívá pracovní nulový vodič. Navzdory obecnému rozšíření praxe, kdy je v soustavě TN-C v zásuvce zapojen na dutinku ochranného vodiče PE kombinovaný vodič PEN, bylo toto zapojení odporující normě i v případě sítě TN-C. V případě, že má být využit pracovní nulový vodič, je třeba použít zásuvky pětikolíkové (3 fáze, nulový vodič (N), ochranný vodič (PE)). Pětikolíkové i čtyřkolíkové zásuvky mohou být v tomto případě také zapojeny do obvodů vybavených proudovým chráničem. Samozřejmě podléhají příslušným normám dané země jako vše, co se elektřiny týká.
Fáze bývají značeny písmenem L a číslem v pozici dolního indexu. Na starších se lze setkat třeba se značením písmeny R, S, T, nebo U, V, W pro jednotlivé fáze.

## Zásuvky pro malé napětí
Užívají se přibližně do napětí 48 V. Častým příkladem jsou 12V zásuvky v automobilech.